# アドテックス
株式会社アドテックス（英社名: Advanced Technology and Systems Co., Ltd., 略称: ADTX）は精密機器メーカー。主にRAID装置を開発・製造していた。2007年1月破産。

## 概要
- 1993年7月14日、日本アイ・ビー・エム株式会社からハードディスク開発部門の関係者がスピンオフして設立。当初はIBMのストレージ事業部に対するテスト機器の開発・製造・販売が中心であったが、1994年から自社開発したストレージ製品を国内外に出荷開始した。Total Storage Solution Provider と称し、ストレージを中心とした製品・サービスを展開した。
- 2001年12月20日にナスダック・ジャパン（現大証ヘラクレス市場）に上場。
- 2004年12月期に初の赤字決算。2005年半ばからは、経営破綻間近だった平成電電株式会社との協業、ライブドア証券への無担保転換社債型新株予約権付社債（MSCB）発行、実体のない企業への第三者割り当て、株式会社バーテックスリンク傘下の投資ファンドへのMSCB発行などを次々と発表し、株価も乱高下を繰り返した。
- 2005年12月期は売上高47億37百万円に対して約47億円もの連結最終赤字を計上。2006年2月末時点で149億5183万円の負債をかかえ、債務超過となった。2006年4月13日、東京地方裁判所に民事再生法の適用を申請し、経営破綻した。2006年5月14日に上場廃止となった。
- 2006年
  - 3月には社外から前田大作（日本スポーツ出版社代表取締役）、下村好男（山口組系の元暴力団組長）、菊地大輔（税理士）が経営陣に加わり、事実上経営権を掌握した。
  - 10月5日から10月6日にかけ、破綻前に数十億円の架空の売り上げを計上していた証券取引法違反の疑いで、警視庁組織犯罪対策3課（暴対部署）の家宅捜索が入った。一方、長谷川ら前経営陣にも会社側から商法の特別背任容疑の告訴状が提出されたが、この告訴状を提出したのは、後に民事再生法違反容疑で逮捕された下村・前田らのグループであり、当局はこの告訴状を正式受理していない。
  - 10月6日、東京地方裁判所は再生手続廃止決定を下し、保全管理命令を発令した。これにより、民事再生は中止され破産手続きに移行することとなった。
- 2007年
  - 1月10日、東京地方裁判所から破産宣告を受け、破産手続きが正式に開始した。ミラーおよびSCSI-IDE商品事業は株式会社インプットビジョンが、RAID事業は株式会社バイオスがそれぞれ事業継承することになった。
  - 2月16日、不要な業務システムを下村の関連会社から購入させていたとして、警視庁は下村と菊地を民事再生法違反（詐欺再生罪）の疑いで逮捕した。3日後の19日、同容疑で前田も逮捕された。

## 歴史
| 年   | 月 | 日 | 事柄 |
| ---- | -- | -- | --- |
| 1993 | 7  | 14 | 日本IBM株式会社からハードディスク開発部門の関係者を中心にスピンオフして設立。日本IBM藤沢事業所内（神奈川県藤沢市）に本社を置く |
| 1994 | ?  | ?  | ストレージ製品を出荷開始 |
| 1996 | 4  | ?  | インターネットサービス「AIRインターネット」開始 |
| 1996 | 5  | ?  | ADTEX PHILIPPINS, INC. （フィリピン・セブ市）設立 |
| 1997 | 4  | ?  | 湘南藤沢オフィス（神奈川県藤沢市）を開設し、営業部隊が移転 |
| 2000 | 4  | ?  | 日本IBM藤沢事業所から横浜ビジネスパーク（横浜市保土ヶ谷区）に本社を移転。湘南藤沢事業所を閉鎖。 |
| 2001 | 2  | ?  | 東京支店開設（東京都港区）。米国支店開設（アメリカ合衆国カリフォルニア州） |
| 2001 | 12 | 20 | ナスダック・ジャパン（のちの大証ヘラクレス市場）に株式上場（銘柄コード：6739） |
| 2002 | 1  | ?  | APTI-Philippines, INC.（フィリピン・マニラ市）を買収し、ADTX SYSTEMS, INC. に改称 |
| 2002 | 3  | ?  | 1株を3株に株式分割 |
| 2002 | 6  | 1  | ADTX China（中華人民共和国香港）設立 |
| 2002 | 6  | ?  | スイス・フラン建転換社債型新株予約権付社債発行（40億円） |
| 2002 | 9  | ?  | 株式会社アドベンチャーズ設立（横浜市保土ヶ谷区） |
| 2002 | 12 | ?  | 株式会社エイ・ディー・セック設立（東京都港区） |
| 2003 | 1  | ?  | 株式会社エイ・ディー・エム設立（東京都港区） |
| 2003 | 7  | 22 | ドイツのCOMPAREX社とOEM契約を締結 |
| 2003 | 12 | 5  | ISO14001取得 |
| 2004 | 4  | ?  | 横浜本社と東京支店を統合し、JR品川イーストビル（東京都港区）に本社を移転。 寺田倉庫G1ビルに天王洲アイル・システム検証センター開設（東京都品川区） |
| 2004 | 9  | 1  | テクサ株式会社からストレージに関する事業を継承 |
| 2004 | 10 | ?  | ユーロ円建転換社債型新株予約権付社債発行（20億円） |
| 2005 | 3  | 4  | 2004年12月期の決算報告で、初の赤字決算を発表（7億円） |
| 2005 | 3  | 30 | 社長交代（創業者長谷川房彦は代表取締役会長に）、監査法人変更（あずさ監査法人（当時）からユニバーサル監査法人に）、株式会社ジー・エム・ツーの代表取締役社長を務める飯塚正博が監査役就任                                                                                            |
| 2005 | 6  | 22 | 株式会社ジー・エム・ツーが天王洲アイル・システム検証センターのフロア内に移転 |
| 2005 | 7  | 4  | 平成電電株式会社らと共同でジャパンワイヤレス株式会社への出資と協業の発表 |
| 2005 | 7  | 25 | ライブドア証券に対してMSCB発行（15億円） |
| 2005 | 9  | 1  | 子会社の株式会社エイ・ディー・セックを株式会社エアネットに商号変更し、インターネットサービス事業を営業譲渡 |
| 2005 | 9  | 21 | 株式会社リズデールに対する第三者割当による新株発行（49億円）を公表。情報開示が決議より半月遅れたことが問題視され、担当役員が辞任 |
| 2005 | 10 | 3  | ジャパンワイヤレスの親会社・平成電電、民事再生を申請（負債総額1200億円） |
| 2005 | 10 | 5  | リズデールに対する49億円の第三者割当について臨時株主総会を開催 |
| 2005 | 10 | 11 | リズデールに対する49億円の第三者割当について払込期日に払込がなかったと発表 |
| 2005 | 10 | 26 | 子会社のADTX SYSTEMS, INC.の全株式を株式会社WCLに譲渡 |
| 2005 | 11 | 11 | 子会社の株式会社エアネットの全株式を株式会社アエリアに譲渡 |
| 2005 | 11 | 24 | 創業者の長谷川房彦が代表取締役会長を辞任 |
| 2005 | 12 | 28 | - スイス・フラン建転換社債型新株予約権付社債の繰上償還要求について、資金調達ができておらず、期日までの支払いが見込まれないことを発表 - 株式会社バーテックスリンクの子会社、株式会社VLIとの間で資金調達に関わる業務委託契約を締結 - 大阪証券取引所により監理ポストに割り当てられる |
| 2006 | 1  | 27 | 株式会社VLIの投資ファンドに対してMSCB発行（14.5億円） |
| 2006 | 2  | ?  | 2005年12月期の決算報告の延期を発表。その後も再三にわたり延期 |
| 2006 | 3  | 10 | 株式会社日本スポーツ出版社、株式会社ゆびとま、株式会社NSSの代表を務める前田大作が代表取締役社長に就任 |
| 2006 | 3  | 17 | 指定暴力団山口組弘道会系元組長の下村好男が執行役員・副社長、菊地大輔が執行役員・財務経理部長に就任 |
| 2006 | 3  | 31 | 2005年12月期の決算短信で、約47億円の赤字を発表 |
| 2006 | 4  | 13 | 東京地裁に民事再生法の適用を申請。2月末時点の負債総額は149億5100万円 |
| 2006 | 4  | 14 | 大阪証券取引所により整理ポストに割り当てられる |
| 2006 | 5  | 14 | ヘラクレスの上場廃止 |
| 2006 | 10 | 6  | 東京地方裁判所が再生手続廃止決定を下し、保全管理命令を発令 |
| 2007 | 1  | 10 | 東京地方裁判所が破産を宣告 |

## 主な製品
- RAIDサブシステム
- FCスイッチ
- 内蔵ミラー製品
- IEEE1394関連製品

## 関連会社

### 子会社
- ADTEX PHILIPPINES　フィリピン現地法人
- ADTX CHINA　中国現地法人

### 元子会社
- 株式会社エアネット　2005年11月、株式会社アエリアに株式譲渡
- ADTX SYSTEMS, INC.　2005年10月、株式会社WCLに株式譲渡